# Марко Орландић
Марко Орландић (Сеоце, код Бара, 28. септембар 1930 — Подгорица, 19. децембар 2019) био је економиста и друштвено-политички радник СФР Југославије и СР Црне Горе.

## Биографија
Завршио је Економски факултет.
Током и након студија, биран је на разне дужности у форумима Народне омладине и Савеза комуниста. Од 1965. биран је за члана Централног комитета и Извршног комитета ЦК СК Црне Горе. Био је потпредседник и председник Народног одбора Општине Бар, директор Републичког завода за привредно планирање, секретар за привреду Извршног већа Скупштине Црне Горе, члан ЦК СК Црне Горе, члан Савезног извршног већа (1969—1971. и 1971—1974) и амбасадор СФР Југославије у Совјетском Савезу од 1978. до 1982. године.
Био је председник Извршног већа Скупштине СР Црне Горе од 6. маја 1974. до 28. априла 1978, председник Председништва СР Црне Горе од 7. маја 1983. до 7. маја 1984. и председник ИК ЦК СК Црне Горе од октобра 1984. до априла 1986. године.
Биран је за члана Централног комитета СКЈ од Једанаестог конгреса СКЈ. Био је члан Председништва Централног комитета СКЈ. Године 1986. поново је био изабран за члана Председништва ЦК СКЈ. Био је његов члан до 1. фебруара 1989,  када поднео оставку због антибирократских демонстрација по Црној Гори од друге половине 1988. и почетка 1989. године.
Након распада СФРЈ и стварања СР Југославије, Орландић се залагао за независност Црне Горе.
Преминуо је 19. децембра 2019. у Подгорици.

## Дела
Аутор је три књиге:
- У вртлогу, 1997.
- У предвечерје слома, 2002.
- Црногорско посртање, 2005.